# Iso-Luoma
Iso-Luoma är en sjö i kommunen Kuhmo i landskapet Kajanaland i Finland. Arean är 49 hektar och strandlinjen är 5,2 kilometer lång. Sjön  ingår i Uleälvens huvudavrinningsområde.   Den ligger omkring 100 kilometer öster om Kajana och omkring 500 kilometer nordöst om Helsingfors. 